# Paloh Peuradi
Paloh Peuradi is een bestuurslaag in het regentschap Bireuen van de provincie Atjeh, Indonesië. Paloh Peuradi telt 286 inwoners (volkstelling 2010).